# روفوس ديل
روفوس ديل (بالإنجليزية: Rufus Deal)‏ هو لاعب كرة قدم أمريكية أمريكي، ولد في 7 ديسمبر 1917 في ماوندفيل في الولايات المتحدة، وتوفي في 14 مارس 2005 في نورث بورت في الولايات المتحدة.

## وصلات خارجية
- روفوس ديل على موقع مرجع كرة القدم المحترفة.كوم (الإنجليزية)